# Brachypterygius
Brachypterygius  extremus
Genre
Espèce
Brachypterygius (qui signifie « aile/pagaie large » en grec) est un genre éteint d'ichtyosaures platypterygiines ophtalmosauridés connu du Jurassique supérieur d'Angleterre. L'espèce type a été initialement décrite et nommée Ichthyosaurus extremus par Boulenger en 1904. Brachypterygius a été nommé par Huene en 1922 pour la largeur et la petitesse de la nageoire antérieure, et l'espèce type est donc Brachypterygius extremus. On pensait à l'origine que l'holotype de B. extremus provenait du Lias de Bath, Royaume-Uni, mais d'autres spécimens suggèrent qu'il provenait plus probablement de l'argile Kimméridgienne (jurassique supérieur) de la baie de Kimmeridge, à Dorset, au Royaume-Uni.

## Description
Brachypterygius est un ichtyosaure de taille moyenne à grande, avec une longueur de crâne de 0,5 à 1,2 m,. Le museau est long, caractéristique des ichtyosaures, avec des dents plus grandes et plus robustes, et un œil relativement plus petit que l'Ophthalmosaurus. Le basioccipital a une zone extracondylienne très étroite. La nageoire antérieure peut avoir cinq ou six doigts, le nombre maximal de phalanges étant compris entre 8 et 16,. L'une caractéristique clé sont les trois facettes à l'extrémité distale de l'humérus ; le milieu est le plus petit et s'articule avec l'intermédiaire, qui sépare clairement Brachypterygius d'Ophthalmosaurus, l'ichtyosaure le plus commun du Jurassique supérieur.

## Taxonomie
L'holotype de Brachypterygius extremus est une seule nageoire antérieure droite, clairement différente des autres ichtyosaures du Jurassique supérieur (par exemple Ophthalmosaurus). Un grand crâne a été découvert dans l'argile Kimmeridgienne de Stowbridge, Norfolk, Royaume-Uni et nommé comme un nouveau genre et espèce, Grendelius mordax, par McGowan en 1976. Un matériel plus complet de l'argile Kimmeridgienne de la baie de Kimmeridge a uni ces deux spécimens et les deux genres ont été dûment mis en synonymie. En 2003, McGowan & Motani ont mis en synonymie les deux espèces B. extremus et B. mordax en B. extremus, considérant que les différences dans la nageoire antérieure étaient d'une valeur taxonomique insuffisante.
Brachypterygius est étroitement lié à Platypterygius et Caypullisaurus.

### Espèces précédemment classées dans le genreBrachypterygius
Owen (1840) a érigé Ichthyosaurus trigonus sur la base d'une seule vertèbre dorsale (ANSP 10124) de l'argile Kimmeridgienne de Westbrook, Wiltshire, Royaume-Uni. L'holotype a longtemps été considéré comme perdu jusqu'à ce qu'il soit redécouvert en 1988. De nombreux spécimens ont fait référence à Ichthyosaurus trigonus ; Bauer (1898) a suggéré que – ce qui est maintenant – Ophthalmosaurus, Brachypterygius et Nannopterygius devraient être synonymisés en Ichthyosaurus trigonus. I. trigonus a été inclus dans le nouveau genre Macropterygius par Huene (1922), qui plus tard (1923) en a fait l'espèce type du genre. De nos jours, I. trigonus (et donc Macropterygius) est un nomen dubium car son holotype ne se distingue pas des autres ophtalmosauridés (McGowan et Motani ont déclaré à tort que I. trigonus peut être synonyme d'Ophthalmosaurus icenicus).
Richard Lydekker a érigé l'espèce Ophthalmosaurus cantabridgiensis du Cambridge Greensand (Albien, Crétacé inférieur) de Cambridge, Royaume-Uni, sur la base d'un humérus (NHMUK 43989). McGowan et Motani (2003) ont considéré qu'il s'agissait d'une espèce de Brachypterygius, mais une réévaluation récente des ichtyosaures de Cambridge Greensand a trouvé qu'il s'agissait d'un nomen dubium indéterminé au-delà des Ophthalmosaurinae.